# Bernie Casey
Bernard Terry Casey, detto Bernie (Wyco, 8 giugno 1939 – Los Angeles, 19 settembre 2017), è stato un attore e giocatore di football americano statunitense.

## Biografia
Nacque a Wyco, West Virginia, figlio di Flossie (Coleman) e Frank Leslie Casey. Si è diplomato alla East High School di Columbus, Ohio. Frequentò la Bowling Green State University.

### Carriera sportiva
Fu un ostacolista da record per la Bowling Green State University e aiutò la squadra di football del 1959 a vincere un piccolo campionato nazionale universitario. Ottenne il riconoscimento All-America e un viaggio verso la finale ai Trials Olimpici degli Stati Uniti nel 1960. Oltre ai riconoscimenti nazionali, vinse tre titoli consecutivi della Mid-American Conference negli ostacoli alti, 1958-1960.
Fu la nona scelta assoluta del Draft NFL 1961, scelto dai San Francisco 49ers 1961. Giocò otto stagioni nella NFL (diversi ruoli, le prime cinque stagioni principalmente come halfback, le ultime tre stagioni come flanker (setback wide receiver)): sei con i 49ers e due con i Los Angeles Rams. La sua giocata più nota risale al 1967 per i Rams nella penultima partita della stagione regolare contro i Green Bay Packers 1967. I Rams avevano bisogno di vincere per mantenere vive le speranze del titolo di division, ma erano sotto 24–20 con meno di un minuto da giocare. Di fronte al quarto down, i Packers si sono messi in fila per il punt, ma Tony Guillory ha bloccato il punt di Donny Anderson e Claude Crabb lo ha restituito sulla linea delle cinque yard di Packer. Dopo un passaggio incompleto, prese il passaggio da touchdown vincente di Roman Gabriel con meno di trenta secondi da giocare e ha regalato ai Rams una vittoria per 27–24. I Rams sconfissero i Baltimore Colts 1967 la settimana successiva vincendo il titolo della Coastal Division con un punteggio di 11–1–2.

### Carriera cinematografica
Iniziò la sua carriera di attore nel film Le pistole dei magnifici sette, un sequel di I magnifici sette. Successivamente recitò al fianco dell'ex stella della NFL Jim Brown nei polizieschi Tick... tick... tick... esplode la violenza e Black Gunn. Interpretò un ruolo da protagonista nel film televisivo di fantascienza del 1972 Gargoyles. Interpretato anche l'amante di Tamara Dobson nel film Cleopatra Jones: licenza di uccidere del 1973.
Da lì si spostò tra spettacoli televisivi e sul grande schermo, interpretando il ruolo del capitano della squadra dei Chicago Bears nel film televisivo La canzone di Brian. Nel 1979, interpretò il vedovo Mike Harris nella serie televisiva della NBC Harris and Company. Nel 1980, interpretò il maggiore Jeff Spender nella miniserie Cronache marziane, basata sul romanzo di Ray Bradbury.
Nel 1983, interpretò il ruolo dell'agente della CIA Felix Leiter nel film di James Bond Mai dire mai. Apparve in La rivincita dei nerds ed ebbe un ruolo nel film di John Landis Spie come noi.
Nel 1988 interpretò una versione di se stesso, e di altri giocatori di football diventati attori, nel film comico Scappa, scappa... poi ti prendo!, diretto da Keenen Ivory Wayans. Interpretò l'insegnante di storia Mr. Ryan, in Bill & Ted's Excellent Adventure nel 1989. Apparve nei panni di un prigioniero in Ancora 48 ore di Walter Hill. Nel 1992, apparve come ufficiale della marina nel film Trappola in alto mare.
Nel 1994, recitò in due episodi della serie Star Trek: Deep Space Nine nei ruolo del leader dei Maquis, il tenente comandante Cal Hudson, e nel 1995 come guest star nelle serie SeaQuest DSV nei panni dell'Ammiraglio VanAlden e in Babylon 5 nel ruolo di Derek Cranston.
È morto all'ospedale Cedars-Sinai Medical Center a Los Angeles il 19 settembre 2017, a seguito di un infarto.

## Filmografia

### Cinema
- Le pistole dei magnifici sette (Guns of the Magnificent Seven), regia di Paul Wendkos (1969)
- Tick... tick... tick... esplode la violenza (...tick...tick...tick...), regia di Ralph Nelson (1970)
- Black Chariot, regia di Robert Goodwin (1971)
- America 1929 - Sterminateli senza pietà (Boxcar Bertha), regia di Martin Scorsese (1972)
- Hit Man, regia di George Armitage (1972)
- Cleopatra Jones: licenza di uccidere (Cleopatra Jones), regia di Jack Starrett (1973)
- Maurie, regia di Daniel Mann (1973)
- Cornbread, Earl and Me, regia di Joseph Manduke (1975)
- Dr. Black, Mr. Hyde, regia di William Crain (1976)
- L'uomo che cadde sulla Terra (The Man Who Fell to Earth), regia di Nicholas Roeg (1976)
- Brothers, regia di Arthur Barron (1977)
- Pelle di sbirro (Sharky's Machine), regia di Burt Reynolds (1981)
- Mai dire mai (Never Say Never Again), regia di Irvin Kershner (1983)
- La rivincita dei nerds (Revenge of the Nerds), regia di Jeff Kanew (1984)
- Spie come noi (Spies Like Us), regia di John Landis (1985)
- Steele Justice, regia di Robert Boris (1987)
- Donne amazzoni sulla Luna (Amazon Women on the Moon), regia di Joe Dante (1987)
- Poliziotto in affitto (Rent-a-Cop), regia di Jerry London (1987)
- Backfire, regia di Gilbert Cates (1988)
- Scappa, scappa... poi ti prendo! (I'm Gonna Git You Sucka), regia di Keenen Ivory Wayans (1988)
- Bill & Ted's Excellent Adventure, regia di Stephen Herek (1989)
- Ancora 48 ore (Another 48 Hrs.), regia di Walter Hill (1990)
- Nella tana del serpente (Chains of Gold), regia di Rod Holcomb (1991)
- La rivincita dei nerds III (Revenge of the Nerds III: The Next Generation), regia di Ronald Mesa (1992)
- Trappola in alto mare (Under Siege), regia di Andrew Davis (1992)
- Il club delle vedove (The Cemetery Club), regia di Bill Duke (1993)
- Il cavaliere della strada (Street Knight), regia di Albert Magnoli (1993)
- La rivincita dei nerds IV (Revenge of the Nerds IV: Nerds in Love), regia di Steve Zacharias (1994)
- Il distintivo di vetro (The Glass Shield), regia di Charles Burnett (1994)
- Il seme della follia (In the Mouth of Madness), regia di John Carpenter (1994)
- I gattoni (Tomcats), regia di Gregory Poirier (2001)
- Jim Brown: All-American, regia di Spike Lee (2001)
- On the Edge, regia di Fred Williamson (2002)

### Televisione
- La canzone di Brian (Brian's Song), regia di Buzz Kulik – film TV (1971)
- Lo sceriffo del sud (Cade's County) – serie TV, 2 episodi (1972)
- Longstreet – serie TV, un episodio (1972)
- Le strade di San Francisco (The Streets of San Francisco) – serie TV, un episodio (1972)
- Gargoyles, regia di Bill L. Norton – film TV (1972)
- Le sorelle Snoop (The Snoop Sisters) – serie TV, un episodio (1974)
- Sulle strade della California (Police Story) – serie TV, 2 episodi (1975-1977)
- Joe Forrester – serie TV, un episodio (1976)
- Pepper Anderson - Agente speciale (Police Woman) – serie TV, un episodio (1977)
- Mary Jane Harper Cried Last Night, regia di Allen Reisner – film TV (1977)
- Terrore a Lakewood (It Happened at Lakewood Manor), regia di Robert Scheerer – film TV (1977)
- Radici - Le nuove generazioni (Roots: The Next Generations) – serie TV, un episodio (1979)
- Harris and Company – serie TV, 4 episodi (1979)
- Cronache marziane (The Martian Chronicles) – serie TV, 3 episodi (1980)
- The Sophisticated Gents – serie TV, 3 episodi (1981)
- A House Divided: Denmark Vesey's Rebellion, regia di Stan Lathan – film TV (1982)
- Trapper John (Trapper John, M.D.) – serie TV, un episodio (1982)
- Hear No Evil, regia di Harry Falk Jr. – film TV (1982)
- Star Trek: Deep Space Nine – serie TV, 2 episodi (1994)
- SeaQuest - Odissea negli abissi (SeaQuest DSV) – serie TV, un episodio (1995)
- Babylon 5 – serie TV, 2 episodi (1995)
- Girlfriends – serie TV, un episodio (2005)

## Doppiatori italiani
Nelle versioni in italiano delle opere in cui ha recitato, Bernie Casey è stato doppiato da:
- Riccardo Garrone in Ancora 48 ore
- Elio Zamuto in Mai dire mai
- Diego Reggente ne Il seme della follia
- Vittorio Di Prima in La rivincita dei nerds
- Glauco Onorato in L'uomo che cadde sulla Terra
- Giorgio Favretto in On the Edge
- Pier Luigi Zollo in Cleopatra Jones: licenza di uccidere
- Luciano De Ambrosis in Nella tana del serpente
- Sandro Sardone ne I gattoni
- Alessandro Rossi in Spie come noi
- Sergio Di Stefano in Pelle di sbirro
- Michele Kalamera in Star Trek: Deep Space Nine
- Gerolamo Alchieri in L'ultimo fabbricante di mattoni
- Gianluca Tusco ne Il club delle vedove
- Massimo Corvo in La signora in giallo